# Flannel
Flannel è un singolo del rapper statunitense Lil Peep, pubblicato il 4 novembre 2015

## Tracce
1. Flannel – 1:58